# Ringslangwormpje
Het ringslangwormpje (Ophidonais serpentina) is een ringworm uit de familie van de Naididae. De wetenschappelijke naam van de soort werd in 1773 voor het eerst geldig gepubliceerd door Otto Friedrich Müller.